# Chandragiri, Koppal
Chandragiri là một làng thuộc tehsil Koppal, huyện Koppal, bang Karnataka, Ấn Độ.